# Пока город спит (фильм, 1956)
«Пока город спит» (англ. While the City Sleeps) — американский кинофильм режиссёра Фрица Ланга, вышедший на экраны в 1956 году.
Фильм поставлен по криминальному роману Чарльза Эйнстайна 1952 года «Кровавая шпора», в основу которого легла история реального убийцы и преступника Вильяма Хейренса, который получил прозвище «Помадный убийца» после того, как на одном из мест преступления помадой написал послание с просьбой к полиции остановить его. Преступника в итоге поймали, он сознался и получил пожизненный срок заключения. Ланг перенёс действие фильма из Чикаго середины 1940-х годов в Нью-Йорк 1950-х годов.
Поставленная в жанре фильм-нуар, эта картина сочетает в себе детективную историю охоты на маньяка и производственную драму о борьбе за власть в гигантской медиакорпорации. Как и в таких своих фильмах, как «М» и «Ярость», Ланг вводит в увлекательный криминальный триллер острый социальный комментарий на тему нравственных устоев общества.

## Сюжет
Посыльный из магазина (Джон Дрю Бэрримор) доставляет покупку в квартиру молодой женщине, оставляя входной замок открытым, затем возвращается и убивает её. На стене он делает надпись помадой: «Спросите маму».
Умирающий медиамагнат, владелец корпорации «Кайн инк» Амос Кайн (Роберт Уорвик) вызывает руководителей трех ключевых подразделений своей корпорации — главу телеграфного агентства Марка Лавинга (Джордж Сэндерс), редактора крупнейшей газеты «Нью-йорк сентинел» Джона Дей Гриффитта (Томас Митчелл) и начальника фотослужбы Гарри Критцера (Джеймс Крейг). Он поручает немедленно начать подробное освещение этого убийства и собственное расследование дела маньяка, которого он назвал «помадный убийца». Во время следующей встречи со своим любимым журналистом, криминальным обозревателем и ведущим популярной телепрограммы Эдвардом Мобли (Дэна Эндрюс) Кайн умирает.
Вся империя Кайна переходит по наследству его нерадивому сыну, гуляке и плейбою Уолтеру (Винсент Прайс). Молодой Кайн не хочет заниматься текущими делами корпорации и решает создать должность исполнительного директора, на которую выдвигает трех кандидатов — Лавинга, Гриффита и Критцера. При этом Кайн дает понять, что должность с большей вероятностью займет тот, кто больше преуспеет в расследовании дела Помадного убийцы.
Начинается борьба за власть, в которой каждый из кандидатов использует свои козыри. Гриффит, как главный редактор газеты и профессиональный журналист, пользуется наибольшим влиянием в журналистской среде, его, в частности, поддерживает Мобли, который становится ключевой фигурой в расследовании дела Помадного убийцы. Невеста Мобли по имени Нэнси Лиггетт (Сэлли Форрест) работает ассистентом Лавинга и живёт в корпоративном небоскрёбе в квартире напротив квартиры Критцера. Лавинг в борьбе за власть опирается на подчиненную ему сеть сотрудников информационной службы, мощь телеграфного агентства и подчиненного ему телевидения, а также на помощь одной из ведущих журналисток Милдред Доннер (Айда Лупино), с которой его связывают неформальные отношения. Критцер не пользуется в компании авторитетом как руководитель и потому делает ставку на свои приятельские отношения с Уолтером Кайном и, что не менее важно, на свою тайную любовную связь с женой Уолтера, бывшей танцовщицей и моделью Дороти Кайн (Ронда Флеминг), которая сама лелеет мечту стать серым кардиналом корпорации.
Поначалу Лавингу через своих людей в полиции удается добыть важную информацию о главном подозреваемом по делу и он становится лидером в гонке за руководящую должность. Однако Мобли, который работает в тесном контакте с ведущим расследование лейтенантом Бертом Кауфманом (Ховард Дафф), находит опровержение этой информации, новые важные улики по делу и создает психологический портрет убийцы. Чтобы спровоцировать маньяка, Мобли выступает в своей телепрограмме с прямым обращением к нему, описывая его личность и давая ему достаточно точную характеристику. Выступление Мобли по телевидению вызывает огромный резонанс, что приводит к заключению крупного выгодного контракта с одним из телеканалов и вновь резко повышает шансы Лавинга в борьбе за руководство корпорацией.
Действия Мобли также приводят к тому, что маньяк, случайно узнав о невесте Мобли и её адресе, предпринимает попытку убить Нэнси. Когда же ей удается запереться от него в собственной квартире, разъяренный Помадный убийца врывается в квартиру Критцера напротив, где набрасывается на находящуюся там Дороти Кайн. Ей удаётся вырваться из его рук и скрыться в квартире Нэнси. Тем временем, предчувствуя неладное, Мобли и Кауфман едут к дому Нэнси, около которого замечают маньяка. Мобли преследует его по городским улицам и в конце концов ловит его в перегоне метро. Между тем Милдред направляют взять интервью у последней жертвы маньяка. Она выясняет очень полезную для себя информацию, что это жена Кайна, которая при этом является любовницей Критцера. Собравшись втроем, Милдред, Дороти и Критцер вынашивают план захвата власти в корпорации. Казалось бы, уже торжествующий Гриффит (его человек поймал маньяка) впадает в уныние, когда неожиданно главным претендентом на должность становится Критцер. Это обстоятельство выбивает из колеи и Мобли, который пишет заявление об отставке и в служебном баре нелицеприятно характеризует политику Уолтера Кайна, называя вещи своими именами. Его речь случайно слышит сам Кайн, которого слова Мобли заставляют серьёзно переосмыслить свои действия. Фильм заканчивается сценой, где Мобли и Нэнси приезжают на отдых в Майами, селятся в гостинице и слышат сообщение по радио, что исполнительным директором «Кайн инк» назначен Гриффит, его ассистентом — Нэнси Лиггетт, а Гриффит, в свою очередь, собирается рекомендовать Мобли на должность главного редактора «Нью-йорк сентинел».
Фактически фильм в большей степени сконцентрирован на теме борьбы за власть в медиакорпорации, которая оказывается даже более интригующей, чем тема охоты на маньяка. При этом действия всех кандидатов на руководящую должность, даже таких положительных, как Гриффит, достаточно аморальны, так как они рассматривают поимку преступника исключительно с точки зрения собственного карьерного продвижения. Таким образом, Ланг продолжает линию критики нравов, господствующих внутри средств массовой информации, которую он начал в своем нуаре «Синяя гардения». Ради акцента на борьбе за власть в корпорации Ланг практически отказался от развития темы сексуальных связей между героями, занимающей заметное место в книге, в частности, свел сексуальную активность Мобли к романтическим отношениям с невестой, до минимума сократил историю отношений Критцера и Дороти, а также удалил сексуальные аферы Милдред. Изменение времени действия картины по сравнению со сценарием позволило Лангу ввести в фильм элементы популярной культуры и культурных реалий, которые соответствовали середине 1950-х годов. Самым значимым среди них было введение в сюжет телевидения, ставшего к этому моменту доступным и влиятельным средством массовой информации, а также идею о разрушительном влиянии комиксов на сознание молодежи (маньяк был страстным поклонником комиксов).

## В ролях
- Дэна Эндрюс — Эдвард Мобли
- Ронда Флеминг — Дороти Кайн
- Джордж Сэндерс — Марк Лавинг
- Ховард Дафф — лейтенант Берт Кауфман
- Томас Митчелл — Джон Дэй Гриффит
- Винсент Прайс — Уолтер Кайн
- Сэлли Форрест — Нэнси Лиггетт
- Джон Дрю Бэрримор — Роберт Мэннерс (Помадный убийца)
- Джеймс Крейг — Гарри Критцер
- Айда Лупино — Милдред Доннер
- Роберт Уорик — Амос Кайн

## Оценка критики
Кинокритик Босли Кроутер высоко оценил фильм, особенно актерскую игру, написав: «Так как фильм настолько наполнен звуком, яростью, убийствами, истинной и ложной любовью и офисными интригами, зритель остается в недоумении: а вспоминают ли руководители гигантского издательского дома Кайна о таких приземлённых вопросах, как погода? Но хотя журналистский разгул представлен слегка чрезмерно, тем не менее плотный и грамотный сценарий Кейси Робинсона и несколько профессиональных актерских работ делают „Пока город спит“ занимательным и искусным фильмом».
Журнал «Тайм-аут» написал о фильме: «Лангу удается наполнить вдохновением офисы со стеклянными стенами, сквозь которые все видно и ничего нельзя скрыть, проследить очевидные параллели между Эндрюсом и убийцей. Один из самых недооценённых фильмов Ланга».